# (3886) Shcherbakovia
(3886) Shcherbakovia es un asteroide perteneciente al cinturón de asteroides, descubierto el 3 de septiembre de 1981 por Nikolái Stepánovich Chernyj desde el Observatorio Astrofísico de Crimea (República de Crimea).

## Designación y nombre
Designado provisionalmente como 1981 RU3. Fue nombrado Shcherbakovia en honor al físico y astrónomo aficionado ruso soviético Sergei Vasiljevich Ŝĉerbakov.